# روزماري ليتل
روزماري ليتل (بالإنجليزية: Rosemary Little) هي منافسة ألعاب القوى أسترالية، ولدت في 27 أغسطس 1982 في ماكاي في أستراليا.

## روابط خارجية
- روزماري ليتل على موقع النتائج التاريخية لألعاب القوى الأسترالية (الإنجليزية)
- روزماري ليتل على موقع Paralympic.org (الإنجليزية)
- روزماري ليتل على موقع IPC.InfostradaSports.com (مؤرشف) (الإنجليزية)
- روزماري ليتل على موقع اللجنة البارالمبية الأسترالية (الإنجليزية)